# Хрватска на Светском првенству у атлетици у дворани 2001.
Хрватска је  учествовала на 9. Светском првенству у атлетици у дворани 2001. одржаном у Лисабону од 9. до 11. марта. Репрезентацију Хрватске у њеном петом учешћу на светским првенствима у дворани представљало је троје атлетичара (2 мушкарца и 1 жена), који су се такмичили у трии дисциплине.
На овом првенству Хрватска није освојила ниједну медаљу, а Бранко Зорко је истрчао свој најбољи резултат сезоне.

## Учесници
| Мушкарци: - Славен Крајачић — 60 м - Бранко Зорко — 1. 500 м | Жене: - Рахела Маркт — 60 м |  |

## Резултати

### Мушкарци
| Атлетичар       | Дисциплина | Лични рекорд | Квалификација | Квалификација  | Полуфинале            | Полуфинале            | Финале                | Финале       | Детаљи |
| Атлетичар       | Дисциплина | Лични рекорд | Резултат      | Место          | Резултат              | Место                 | Резултат              | Место        | Детаљи |
| --------------- | ---------- | ------------ | ------------- | -------------- | --------------------- | --------------------- | --------------------- | ------------ | ------ |
| Славен Крајачић | 60 м       | 6.68         | 6,86          | 5. у гр. 2     | Није се квалификовала | Није се квалификовала | Није се квалификовала | 33 / 58 (62) |        |
| Бранко Зорко    | 1.500 м    | 3:38,05 НР   | 3:39,55       | 5. у гр. 3 ЛРС |                       |                       | Није се квалификовао  | 9 / 28 (29)  |        |

### Жене
| Атлетичарка  | Дисциплина | Лични рекорд | Квалификација | Квалификација | Полуфинале            | Полуфинале            | Финале                | Финале        | Детаљи |
| Атлетичарка  | Дисциплина | Лични рекорд | Резултат      | Место         | Резултат              | Место                 | Резултат              | Место         | Детаљи |
| ------------ | ---------- | ------------ | ------------- | ------------- | --------------------- | --------------------- | --------------------- | ------------- | ------ |
| Рахела Маркт | 60 м       | 7,46         | 7,55          | 5. у гр. 5    | Није се квалификовала | Није се квалификовала | Није се квалификовала | 39. / 39 (43) |        |